# Max Dugan Returns
Max Dugan Returns es una película de comedia estadounidense de 1983, protagonizada por Jason Robards como Max Dugan, Marsha Mason como su hija Nora, Donald Sutherland, Kiefer Sutherland y Matthew Broderick como su nieto Miguel (en su primera aparición cinematográfica, así como una primera aparición de Kiefer). Esta sería la última película de Neil Simon que será dirigida por Herbert Ross.

## Argumento
Max Dugan (Jason Robards), el anciano y perdido padre de Nora McPhee (Marsha Mason), cae sobre ella como varios ensayos y tribulaciones que han caído sobre ella. Con él, hay algunas promesas y la noticia de una muerte inminente suya. También se reúne y se hace amigo de su nieto Michael (Matthew Broderick).
El exjugador de béisbol profesional Charley Lau, aparece como él mismo de haber sido contratado por el entrenador Michael Dugan para golpear mejor en su equipo de la liga de béisbol.

## Reparto
- Jason Robards es Max Dugan.
- Marsha Mason es Nora McPhee.
- Matthew Broderick es Michael McPhee.
- Donald Sutherland es Oficial Brian Costello.
- Kiefer Sutherland es Bill.
- Dody Goodman es Mrs. Litke
- David Morse es Shoe Store Cop.
- Bill Aylesworth as Chris.

## Emisiones Internacionales
- Chile: TVN, Teleonce, UCV Television